# Сезон ФК «Динамо» (Київ) 2012—2013
 причина Стаття дуже застаріла та може ввести користувача в оман.
Сезон «Динамо» (Київ) 2012–2013 — 22-й сезон київського «Динамо» у чемпіонатах України. Єврокубковий сезон «Динамо» розпочне у кваліфікації до Ліги чемпіонів УЄФА 2012–2013, де намагатиметься потрапити до групової стадії турніру.

## Підготовка до сезону

### Травень

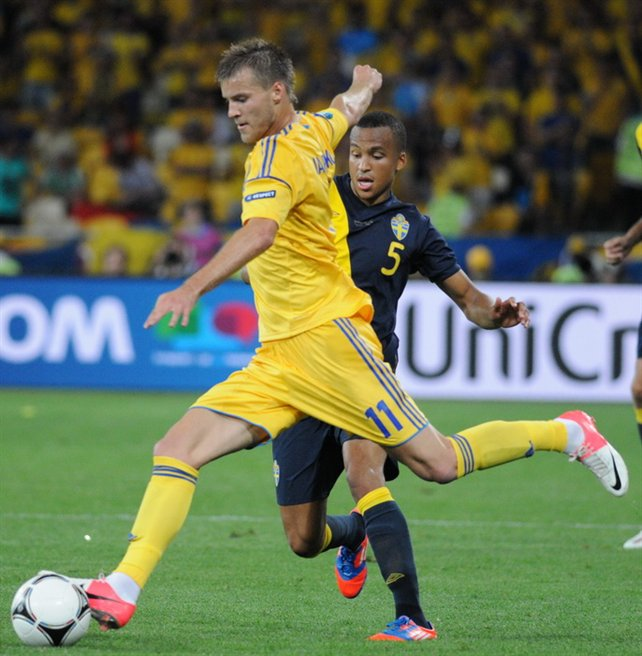
Гравець «Динамо» Андрій Ярмоленко на Євро-2012 у складі збірної України в дебютному матчі проти збірної Швеції. 11 червня 2012 року

Ще перед початком сезону, команду покинув її багаторічний тренер Олег Лужний, який знаходився у тренерській структурі клубу з 2006 року, а також двічі був виконувачем обов'язків головного тренера.
29 травня головні тренери збірних оголосили заявку на матчі Євро-2012, серед них опинилося десять «динамівців» — українці Максим Коваль, Євген Хачеріді, Тарас Михалик, Денис Гармаш, Олександр Алієв, Олег Гусєв, Андрій Ярмоленко, Андрій Шевченко, Артем Мілевський, а також хорват Огнєн Вукоєвич. Крім того клуб на час турніру передав у користування збірним України та Швеції навчально-тренувальну базу в Конча-Заспі та Стадіон «Динамо» імені Валерія Лобановського.

### Червень
6 червня став відомий перший новачок команди. Ним став хорватсикий легіонер Ніко Краньчар, який за 7 млн євро перейшов з англійського клубу «Тоттенхем Хотспур», ставши одинадцятим гравцем «Динамо» на Євро-2012.
11 червня збірна України провела свій перший в історії матч на Євро-2012. Героєм зустрічі став нападник київського «Динамо» Андрій Шевченко. Два його м'ячі на 55-й та 62-й хвилинах стали гідною відповіддю на гол Златана Ібрагимовича, який було забито на початку другого тайму. У першому моменті Шевченко головою замкнув передачу Андрія Ярмоленка, а в другому — подачу з кутового Євгена Коноплянки. Загалом за збірну Україну в цьому історичному матчі зіграли шестеро представників «Динамо». Окрім Андрія Шевченка, пару центральних захисників склали Тарас Михалик та Євген Хачеріді, а також флангові гравці Олег Гусєв та Андрій Ярмоленко. Шостим гравцем став нападник Артем Мілевський, який вийшов на поле на 81-й хвилині замість Шевченка.
12 червня футболісти, незадіяні у Євро-2012, зібралися після відпочинку для проходження медогляду та перших тренувань. Через те, що значна кількість гравців продовжувала виступи на Євро, на перший збір з командою відправилась низка гравців з молодіжної та дублюючої команди. Крім них на перегляд було взято і три бразильця з місцевого клубу «Сан-Бернардо», що виступає в чемпіонаті штату Сан-Пауло — захисник Феліпе Олівейра (22 року) та півзахисники Бруно Сілва (21 рік) та Дієго Вієйра (22 роки).
13 червня відбувся другий «динамівський» трансфер — ним став гравець дніпропетровського «Дніпра» Віталій Каверін, який на наступний день приєднався до команди.

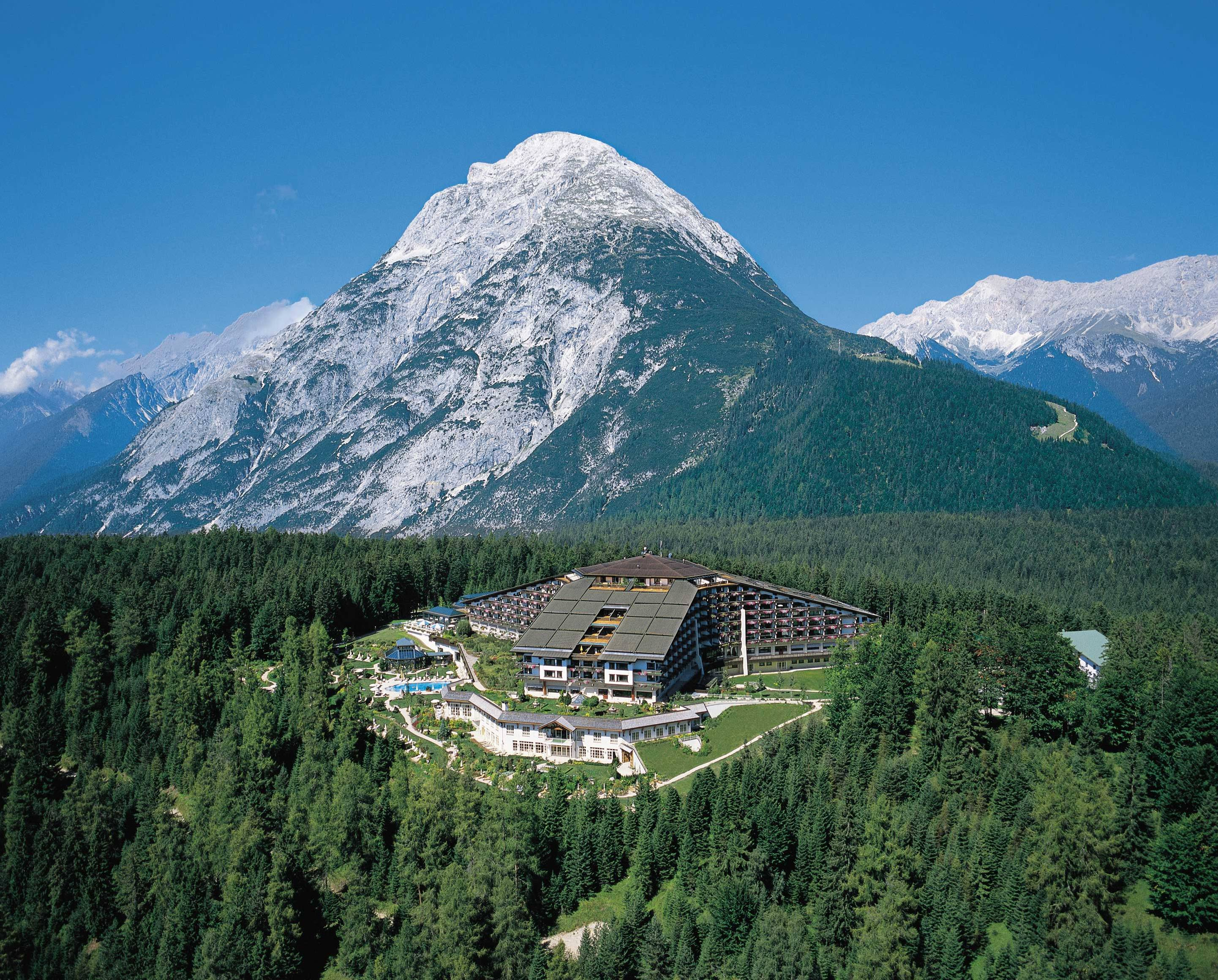
Готель Interalpen-Hotel Tyrol, в якому проживали динамівці під час обох Австрійських зборів

14 червня зранку команда відправилась в Австрію. Загалом, склад гравців на перший збір складався з 26 гравців і виглядав так:
- Воротарі: Денис Бойко, Станіслав Богуш, Артем Кичак, Георгій Бущан;
- Захисники: Горан Попов, Аїла Юссуф, Леандро Алмейда, Даніло Сілва, Бетао, Бадр Ель-Каддурі, В'ячеслав Лухтанов, Олександр Чорноморець, Феліпе Олівейра;
- Півзахисники: Милош Нинкович, Дуду, Сергій Рибалка, Віталій Буяльський, Віталій Каверін, Кирило Петров, Бруно Сілва, Дієго Вієйра;
- Нападники: Браун Ідеє, Адмір Мехмеді, Артем Кравець, Андрес Раміро Ескобар, Дмитро Хльобас.

В той же день стало відомо, що команду у статусі вільного агента покидає бразилець Карлос Корреа, що грав за «Динамо» з 2006 року.
17 червня «Динамо» провело перший матч на зборах, суперником команди став представник четвертого дивізіону чемпіонату Австрії СК «Кематен». Кияни перемогли з рахунком 13-0. Покером відзначився Адмір Мехмеді.
18 червня було офіційно об'явлено про третій трансфер «Динамо». Ним став вихованець динамівської школи Андрій Богданов, який з 2008 року виступав за київський «Арсенал». Цього ж дня отримав статус вільного агента і найкращий бомбардир Прем'єр-ліги 2006 року Еммануель Окодува, що так і не зміг заграти у «Динамо».
20 червня «Динамо» провело другий матч на зборах, перемігши азербайджанський «Хазар-Ланкаран» з рахунком 2-0. Цього ж дня стало відомо, що бразильців, які перебували на перегляді, було відправлено назад. Футболісти, що брали участь у Євро-2012, отримали відпустку до 28 червня.
23 червня «Динамо» провело останній третій матч на перших зборах, у якому поступилося німецькому «Карлсруе СК» з рахунком 0-1, після чого повернулося до України.
28 червня «Динамо» відправилось на другий збір в Австрію у такому складі::
- Воротарі: Денис Бойко, Максим Коваль, Артем Кичак;
- Захисники: Євген Хачеріді, Тарас Михалик, Горан Попов, Аїла Юссуф, Леандро Алмейда, Даніло Сілва, Бетао, Бадр Ель-Каддурі;
- Півзахисники: Денис Гармаш, Олег Гусєв, Огнен Вукоєвич, Ніко Кранчар, Андрій Богданов, Милош Нинкович, Дуду, Сергій Рибалка, Лукман Аруна, Віталій Каверін;
- Нападники: Браун Ідеє, Андрій Ярмоленко, Артем Мілевський, Адмір Мехмеді, Артем Кравець.

Не полетіли з командою на збори Олександр Алієв, який був виставлений на трансфер і тренувався з другою командою, а також Андрій Шевченко, у якого завершився контракт з клубом.
30 червня кияни провели перший матч на других зборах, обігравши місцевий «Куфштайн» з рахунком 7-1. Перший гол за нову команду забив Ніко Кранчар.

### Липень
1 липня новачки офіційно взяли собі номери на футболках. Так, Ніко Кранчар обрав 21 номер, Андрій Богданов вибрав 16 номер, а Віталій Каверін 49.
3 липня динамівці провели відразу два спаринги: вдень із одноклубниками із Загреба, який програли 0-1, а ввечері із кіпрським «Анортосісом», який не завершився через грубість на полі.

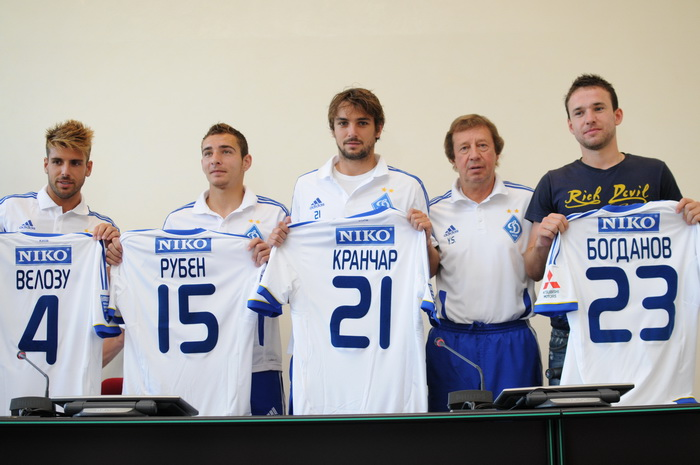
Презентація новачків «Динамо» на базі клубу в Конча-Заспі. 20 липня 2012

4 липня до контракт з динамо підписав черговий новачок. Ним став португальський півзахисник Мігел Велозу, який підписав з киянами контракт на 4 роки. Щоправда, до складу команди Велозу приєднався лише 16 липня, так як отримав час на відпочинок через виступи у складі своєї збірної на Євро-2012, де зіграв в усіх п'яти матчах і дійшов до півфіналу. Того ж дня дирекція Прем'єр-ліги визначила найкращих гравців минулого сезону, серед яких опинився і Олександр Шовковський, який вдруге поспіль став найкращим воротарем чемпіонату.
5 липня до команди з оренди в «Ґреміу» повернувся Факундо Бертольйо, так як бразильський клуб відмовився викупати контракт аргентинця. Футболіст приєднався до команди в Австрії.
6 липня кияни провели черговий спаринг, цього разу з багаторазовим чемпіоном та володарем кубку Франції «Монако». Матч завершився мінімальною поразкою української команди.
9 липня динамівці провели останній товариський матч перед початком сезону, розгромивши азербайджанський «Нефтчі» з рахунком 5-0, а вже наступного дня повернулись до Києва готуватись до старту сезону, який для «Динамо» стартував 14 липня.
10 липня до складу збірної Швейцарії для участі в олімпійських іграх в Лондоні був викликаний Адмір Мехмеді, що унеможливило його виступи за клуб у перших турах чемпіонату.
13 липня 2012 стало відомо, що Олександр Алієв був відданий в оренду в «Дніпро» до кінця року. Того ж дня стало відомо, що «Динамо» придбало нападника «Вільяреала» Марко Рубена, який підписав з киянами п'ятирічний контракт.

## Перша половина сезону

### Липень
14 липня «Динамо» дебютувало в новому чемпіонаті України в домашньому матчі проти донецького «Металурга». З перших хвилин матчу за киян дебютував новачок команди Ніко Кранчар, проте сама команда хоч і володіла територіальною та ігровою перевагою, але не могла створити гольовий момент. Розв'язка матчу відбулася на другій компенсованій хвилині гри, коли найкращий бомбардир «Динамо» минулого сезону Браун Ідеє забив головою переможний м'яч і здобув для команди три очки.

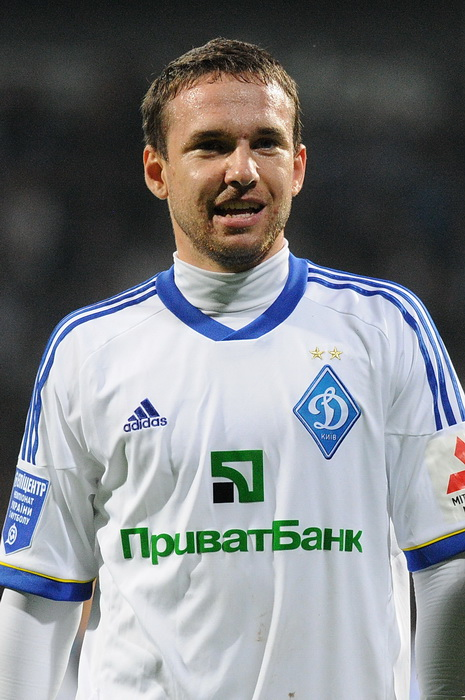
Андрій Богданов у дебютному для себе матчі за «Динамо». 22 липня

19 липня Марко Рубен та Мігел Велозу визначились з номерами і були дозаявлені на чемпіонат. Аргентинець отримав № 15, а португалець — № 4.
20 липня відбулося жеребкування Ліги чемпіонів, за результатами якої стало відомо, що першим єврокубковим суперником киян в новому сезоні стане нідерландський «Феєнорд». Того ж дня кияни провели в конференц-залі бази «Динамо» в Конча-Заспі представлення новачків столичної команди і підтвердили що Андре, який останній рік провів на правах оренди в «Атлетіко Мінейру», підписав з бразильським клубом повноцінний контракт.
21 липня стало відомо, що Факундо Бертольйо, який нещодавно повернувся з оренди з «Ґреміу», був відданий в оренду бразильському клубу ще на рік.
22 липня «динамівці» в рамках другого туру чемпіонату перемогли у київському дербі «Арсенал» з рахунком 1-0. Як і в першому матчі гол забив Браун Ідеє з передачі Андрія Ярмоленка. Проте цього разу гол був забитий вже на 3 хвилині матчу, після чого «Динамо» ще мало кілька хороших моментів для взяття воріт, в тому числі не забитий на 68 хвилині пенальті Андрія Ярмоленка, проте жодна з команд більше голів не забивала. Крім того, в цьому матчі дебютувало відразу два новачки «Динамо» — Мігел Велозу та Андрій Богданов.
23 липня УЄФА винесло рішення по дискваліфікації вилучених в матчі шостого туру групового етапу Ліги Європи сезону 2011/12 проти «Маккабі» (Тель-Авів) захисників киян Євгена Хачеріді та Леандро Алмейди. Так за рішенням УЄФА українець не зможе допомогти киянам у трьох наступних матчах в єврокубках, а бразилець в одному.
24 липня чорногорський захисник «Динамо» Янко Симович, який так і не провів жодного матчу за головну команду, був відданий до кінця сезону в оренду до «Арсенала».
26 липня єдиний представник «Динамо» на футбольному турнірі Олімпійських ігор 2012 року швейцарець Адмір Мехмеді дебютував на турнірі і відразу відзначився голом з пенальті у ворота Габону. Щоправда, його збірній це не допомогло і матч завершився з рахунком 1-1.
27 липня «Динамо» в третьому турі чемпіонату у вольовому матчі здолали ужгородську «Говерлу». Вже на 20 хвилині матчі після помилки Максима Коваля свій 99 гол у чемпіонатах України забив Олександр Косирін з передачі Давида Одонкора. Проте вже за 10 хвилин кияни зусиллями Олега Гусєва зрівняли рахунок з кутового, який подав Мігел Велозу. У другому таймі «динамівці» продовжували атакувати, проте довшу частину тайму не могли забити вирішальний м'яч і лише дубль Брауна Ідеє на останніх хвилинах допоміг киянам святкувати перемогу над найзахіднішою командою чемпіонату. Для наставника «Динамо» Юрія Сьоміна ця перемога стала 70-ою в українській Прем'єр-лізі. А ось «суха» серія Максима Коваля обірвалася на позначці в 508 хвилин — голкіпер «біло-синіх» не пропускав протягом останніх семи матчів. Відразу кількома досягненнями відзначився Браун Ідейє. Забивши два м'ячі наприкінці матчу (86 та 90+2 хвилини), нападник став автором найпізнішого «дубля» киян у вітчизняних чемпіонатах. Особисто для нігерійця перший м'яч у ворота «Говерли» став 15-м у чемпіонаті Україні, а дубль — уже четвертим у біло-синій футболці (до цього Браун засмучував «Олександрію», «Оболонь» та «Металіст»). Відразу після матчу відбулася презентація ще одного новачка «Динамо» — бразильського півзахисника Рафаеля, який взяв собі 85 номер і згодом був заявлений на матчі чемпіонату України та Ліги чемпіонів.

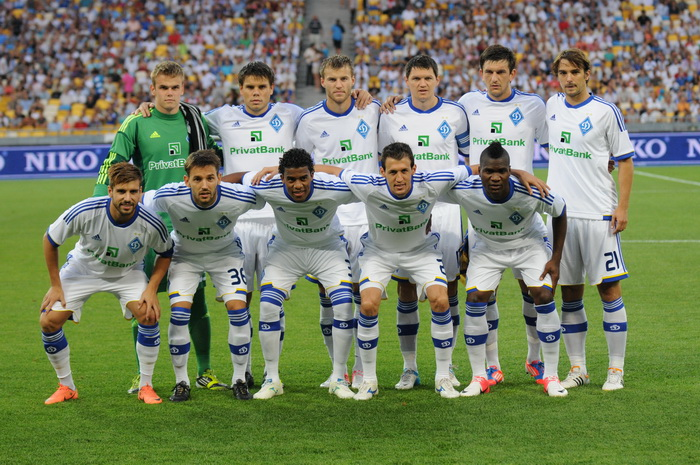
«Динамо» перед першим матчем сезону в Лізі чемпіонів. 31 липня.
Зліва направо: стоять — Максим Коваль, Огнен Вукоєвич, Андрій Ярмоленко, Тарас Михалик, Горан Попов, Ніко Кранчар, сидять — Мігел Велозу, Милош Нинкович, Бетао, Даніло Сілва, Браун Ідеє

31 липня стало відомо, що «Динамо» поповнилось ще одним новачком. Їм став нігерійський лівий захисник Тайє Тайво, який на правах оренди до 30 червня 2013 року буде виступати за «Динамо». В цей же день кияни дебютували в новому сезоні в Лізі чемпіонів в матчі третього кваліфікаційного раунді проти нідерландського «Феєнорда». «Динамо» пропустило першим: на 49 хвилині Лекс Іммерс прострілив від лівого кута штрафного майданчика, Бетао послизнувся і Рубен Схакен з п'яти метрів пробив у дотик повз Коваля. Проте після цього кияни пожвавили свою гру і на 56-й хвилині після подачі Мігела Велозу зі штрафного воротар вибив м'яч кулаками, але в спину Іммерса, від якого сфера залетіла в ворота. А на 69-й хвилині Олег Гусєв навісив з правого флангу на дальній кут воротарського майданчика, з району якого Браун Ідеє відмінно пробив головою у протихід Ервіну Мюлдеру. Після того «динамівці» мали ще кілька нагод, але більше команди голів не забивали.

### Серпень
1 серпня до команди повернувся Адмір Мехмеді з олімпійського футбольного турніру в Лондоні, де швейцарець провів три повних матчі та забив єдиний гол збірної на турнірі у ворота Габона.
2 серпня стало відомо, що до збірної України для підготовки до контрольного матчу проти збірної Чехії, який відбудеться 15 серпня у Львові, з табору «Динамо» запрошено шестьох гравців: воротар Максим Коваль, захисники Тарас Михалик та Євген Хачеріді і півзахисники Олег Гусєв, Денис Гармаш та Андрій Ярмоленко.
3 серпня було визначено найкращого гравця Прем'єр-ліги в липні. Ним став нігерійський нападник «Динамо» Браун Ідеє. В цей же день кияни провели матч 4 туру чемпіонату України проти криворізького «Кривбасу». Через матчі єврокубків Юрій Сьомін не взяв на гру п'ять гравців основи (Данило Сілва, Бетао, Вукоєвич, Кранчар, Нінкович), завдяки чьому в цьому матчі дебютувало відразу три новачки — захисник Тає Тайво, півзахисник Раффаел та нападник Марко Рубен, а з гравців, які розпочали матч проти «Феєноорда», вийшло лише три гравці. Незважаюце на це кияни весь матч володіли ініціативою і 86-й хвилині Артем Мілевський з лінії штрафного майданчика закинув м'яч на Ярмоленка за спини захисників, і Андрій, зігравши на випередження з воротарем, відправив м'яч у ворота. Цей гол став першим для форварда в нинішньому сезоні, а «Динамо» втретє у сезоні перемогло з мінімальним рахункомм.
7 серпня «біло-сині» провели єврокубковий матч-відповідь у Роттердамі. Господарі матчу з перших хвилин заволоділи ініціативою і намагались забити гол, проте Максим Коваль вдало грав у рамці воріт і нейтралізовував усю загрозу нідерландці. А в контратаці за лічені секунди до фінального свистка Ідеє з лінії воротарського майданчика потужно пробив під поперечину воріт «Феєноорда». Цей удар став останнім в матчі: кияни знову виграли з рахунком 1:0 і вийшли в наступний раунд Ліги чемпіонів.
10 серпня відбулось жеребкування четвертого раунду кваліфікації Ліги чемпіонів. Суперником «Динамо» стала німецька «Боруссія» (Менхенгладбах).
12 серпня кияни ровели матч 5 туру чемпіонату України проти луцької «Волині». «Динамівці» вперше в сезоні завершили матч розгромною перемогою з рахунком 4-1: по дублю забили Ніко Кранчар, що дебютував голами у футболці «Динамо», та Браун Ідеє, який забив восьмий гол у семи матчах сезону.
Після матчу 20 футболістів «Динамо» роз'їхались по різним збірним: крім шістьох гравців збірної України, це стали півзахисники Огнєн Вукоєвич і Ніко Кранчар, викликані в збірну Хорватії на контрольний матч зі збірною Швейцарії, до якої був запрошений нападник Адмір Мехмеді. Збірна Сербії в Белграді прийме Ірландію. Новопризначений тренер збірної Сербії Сініша Михайлович викликав на матч проти Ірландії півзахисника Милоша Нинковича, а до складу бронзового призера останнього чемпіонату Європи відправився півзахисник Мігел Велозу. Крім цього ще 6 гравців молодіжної та юнацької команди (захисники Дмитро Кушніров і Темур Парцванія, півзахисники Андрій Богданов та Сергій Рибалка, нападники Дмитро Коркішко та Сергій Шевчук) відправились до лав молодіжної збірної України на матчу відбору чемпіонату Європи-2013 проти молодіжної збірної Словенії, а ще троє (захисника Іван Рижук та Іван Трубочкін і півзахисник Віталій Буяльський) у складі збірної України (U-20) візьмуть участь у Турнірі пам'яті Валерія Лобановського. В підсумку, майже всі з цих гравців виходили на поле у матчах своїх збірних.
16 серпня випускна група ДЮФШ «Динамо» ім. Валерія Лобановського (футболісти 1996 року народження) перемогла на представницькому міжнародному турнірі пам'яті Юрія Куреніна, що пройшов у Мінську. У всіх чотирьох матчах підопічні Олексія Дроценка та Юрія Дмитруліна впевнено виграли, привізши до Києва золоті нагороди.
18 серпня «динамівці» відправились у Полтаву на матч проти «Ворскли» без кількох основних гравців, зокрема залишилися в Києві Олександр Шовковський, Євген Хачеріді, Мігель Велозу, Мілош Нінкович, Лукман Аруна та ін. Крім того, у стартовому складі команди не було Брауна Ідейє, Андрія Ярмоленка та Дениса Гармаша, яких тренер також вирішив поберегти напередодні єврокубкових матчів. В підсумку полтавська команда скористалася такою ситуацією і завдала «Динамо» першої поразки в сезоні. Єдиний гол у матчі на 25 хвилині забив молодий Артем Громов, який скористався помилкою Тайво, увірвавшись в штрафний майданчик і пославши м'яч точно між ніг Ковалю. Після цього всі спроби «Динамо» повернути гру на свою користь не принесли успіху, крім того на 57 хвилині арбітр матчу вказав на 11-метровий удар, але після апеляцій полтавців і консультацій з боковим рефері скасував своє рішення і призначив штрафний. 

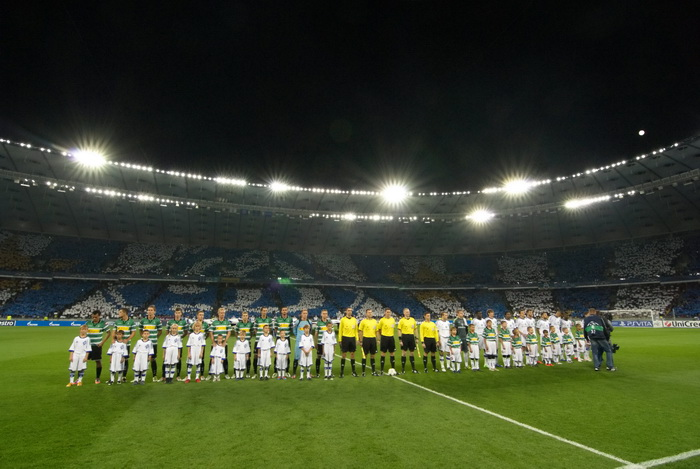
Трибуни НСК «Олімпійського» у символіці «Динамо»

20 серпня «Динамо» покинув нещодавній новачок команди Віталій Каверін, який не зміг пробитися до основного складу і був відданий в оренду до 31 грудня в запорізький «Металург».
22 серпня кияни провели свій трьохсотий матч в єврокубках, яким стала виїзна гра четвертого раунду кваліфікації Ліги чемпіонів з «Боруссією» (Менхенгладбах). Господарі поля дуже швидко відкрили рахунок: вже на 13 хвилині Александер Рінг обігравши Данило Сілву вдало пробив у кут воріт, забивши свій дебютний гол за менхенгладбахців. Проте ще в першому таймі «динамівці» змогли зробити кам-бек. Спочатку Тарас Михалик сильним ударом з-за меж штрафного майданчика не без допомоги рикошету зрівняв рахунок, а менш ніж за десять хвилин Андрій Ярмоленко з правого флангу увійшов у штрафний майданчик, розхитав захисника і невідпорно пробив у ближній кут. У другому таймі обидві команди мали можливість, аби забити голи, проте пощастило саме українському клубу, який в кінцівці матчу за допомогою автогола Люка де Йонга встановив остаточний рахунок 1-3.
25 серпня, в перерві між двома матчами Ліги чемпіонів, «динамівці» провели черговий матч в чемпіонаті України. У п'ятій за ліком домашній зустрічі підопічні Юрія Сьоміна перемогли, впевнено перегравши одеський «Чорноморець» – 2:0. Усі дев'яносто хвилин зустрічі з одеситами ініціативою володіли «динамівці», тому голи Мілоша Нінковича та Брауна Ідейє були цілком логічними. Перемігши, «Динамо» збільшило переможну серію в матчах із одеситами до восьми, крім цього цей матч став для Юрія Сьоміна 90 в чемпіонатах України.
29 серпня у матчі-відповіді Ліги чемпіонів «біло-сині» змусили понервувати своїх уболівальників, поступившись «Борусії» 1:2, але за сумою двох зустрічей із рахунком 4:3 вийшли вперше з 2009 року до групового раунду Ліги чемпіонів. Перед виходом команд на поле сімдесят тисяч глядачів «розмалювали» трибуни в біло-сині кольори. Сама гра розпочалася дуже спокійно і понад годину команди не мали гольових моментів, проте після помилки Хачеріді, який намагаючись головою вибити м'яча, зрізав його до власних воріт, німці «прокинулись» і почали затискати «Динамо». І на 78 хвилині Хуан Аранго забив другий гол. Німці, яким для проходу далі потрібно було забити ще всього один м'яч, всією командою пішли у наступ, але пропустили контратаку: за дві хвилини до закінчення основного часу матчу Гармаш передачею знайшов Ідейє, який увірвався до штрафного майданчика і з 14-ти метрів м'яко пробив над воротарем, встановивши остаточний результат матчу.
Наступного дня «Динамо» дізналося своїх суперників по груповому рауду Ліги чемпіонів. Ними стали португальський «Порту», французький «Парі Сен-Жермен», а також хорватське «Динамо» із Загреба.
В останній день літа і трансферного вікна стало відомо, що команду на правах оренди покинуло два футболісти. Олег Допілка на правах оренди перейшов в «Говерлу», де буде грати до завершення контракту з київським клубом наприкінці року, після чого стане повноцінним гравцем ужгородської команди, крім цього в англійський «Вест-Бромвіч Альбіон» на сезон на правах оренди перейшов македонець Горан Попов, який у Києві програв місце лівого захисника Тає Тайво.

### Матчі

#### Турнірна таблиця
| М  | Команда       | І  | В  | Н | П  | РМ    | О     |
| -- | ------------- | -- | -- | - | -- | ----- | ----- |
|    | «Шахтар»      | 30 | 25 | 4 | 1  | 82−18 | 79    |
|    | «Металіст»    | 30 | 20 | 6 | 4  | 59−25 | 66    |
|    | «Динамо»      | 30 | 20 | 2 | 8  | 55−23 | 62    |
| 4  | «Дніпро»      | 30 | 16 | 8 | 6  | 54−27 | 56    |
| 5  | «Металург» Д  | 30 | 14 | 7 | 9  | 45−35 | 49    |
| 6  | «Чорноморець» | 30 | 12 | 7 | 11 | 32−36 | 43    |
| 7  | «Кривбас»     | 30 | 12 | 7 | 11 | 36−41 | 43    |
| 8  | «Арсенал»     | 30 | 10 | 9 | 11 | 34−41 | 39    |
| 9  | «Іллічівець»  | 30 | 10 | 8 | 12 | 30−32 | 38    |
| 10 | «Зоря»        | 30 | 10 | 7 | 13 | 32−43 | 37    |
| 11 | «Таврія»      | 30 | 10 | 5 | 15 | 27−46 | 32[а] |
| 12 | «Ворскла»     | 30 | 8  | 7 | 15 | 31−36 | 31    |
| 13 | «Волинь»      | 30 | 7  | 8 | 15 | 26−45 | 29    |
| 14 | «Карпати»     | 30 | 7  | 6 | 17 | 37−52 | 27    |
| 15 | «Говерла»     | 30 | 5  | 7 | 18 | 29−57 | 22    |
| 16 | «Металург» З  | 30 | 1  | 8 | 21 | 12−64 | 11    |

а З «Таврії» знято 3 очки згідно з рішенням КДК ФФУ від 4 квітня 2013 року за невиконання умов затвердженої рішенням КДК ФФУ мирової угоди від 19 грудня 2012 року з агентом футболістів Вадимом Шаблієм.
«Кривбас» не отримав атестата на наступний сезон, тому залишає Прем'єр-лігу.
«Металург» З залишився у Прем'єр-лізі згідно з рішенням Виконкому ФФУ від 18 червня 2013 року.
Позначення:

## Склад команди
У списку подані футболісти, що були заявлені принаймні на один офіційний матч «Динамо» в сезоні
| №  | Поз. | Нац.               | Гравець               |
| -- | ---- | ------------------ | --------------------- |
| 1  | ВР   | Україна            | Олександр Шовковський |
| 2  | ЗХ   | Бразилія           | Даніло Сілва          |
| 3  | ЗХ   | Бразилія           | Бетао                 |
| 4  | ПЗ   | Португалія         | Мігел Велозу          |
| 5  | ПЗ   | Хорватія           | Огнєн Вукоєвич        |
| 6  | ЗХ   | Північна Македонія | Горан Попов           |
| 9  | НП   | Україна            | Андрій Ярмоленко      |
| 10 | НП   | Україна            | Артем Мілевський      |
| 11 | НП   | Нігерія            | Браун Ідеє            |
| 13 | ПЗ   | Швейцарія          | Адмір Мехмеді         |
| 15 | ПЗ   | Аргентина          | Марко Рубен           |
| 17 | ЗХ   | Україна            | Тарас Михалик         |
| 19 | ПЗ   | Україна            | Денис Гармаш          |
| 20 | ПЗ   | Україна            | Олег Гусєв            |
| 21 | ПЗ   | Хорватія           | Ніко Кранчар          |
| 23 | ПЗ   | Україна            | Андрій Богданов       |

| №  | Поз. | Нац.     | Гравець               |
| -- | ---- | -------- | --------------------- |
| 22 | НП   | Україна  | Артем Кравець         |
| 24 | ПЗ   | Україна  | Сергій Рибалка        |
| 25 | ПЗ   | Нігерія  | Лукман Аруна          |
| 31 | ВР   | Україна  | Станіслав Богуш       |
| 34 | ЗХ   | Україна  | Євген Хачеріді        |
| 35 | ВР   | Україна  | Максим Коваль         |
| 36 | ЗХ   | Хорватія | Домагой Віда          |
| 37 | ЗХ   | Нігерія  | Айїла Юссуф           |
| 44 | ЗХ   | Бразилія | Леандро Алмейда       |
| 45 | ПЗ   | Україна  | Владислав Калітвінцев |
| 49 | НП   | Україна  | Віталій Каверін       |
| 71 | ВР   | Україна  | Денис Бойко           |
| 74 | ВР   | Україна  | Артем Кичак           |
| 85 | ПЗ   | Бразилія | Рафаель               |
| 99 | ПЗ   | Бразилія | Дуду                  |

## Статистика гравців

### Появи на полі та голи
| №  | Поз. | Нац.               | Гравець          | Прем'єр-ліга | Прем'єр-ліга | Кубок України | Кубок України | Ліга Чемпіонів | Ліга Чемпіонів | Всього | Всього |
| №  | Поз. | Нац.               | Гравець          | Ігор         | Голів        | Ігор          | Голів         | Ігор           | Голів          | Ігор   | Голів  |
| -- | ---- | ------------------ | ---------------- | ------------ | ------------ | ------------- | ------------- | -------------- | -------------- | ------ | ------ |
| 2  | ЗХ   | Бразилія           | Даніло Сілва     | 3            | 0            | 0             | 0             | 2              | 0              | 5      | 0      |
| 3  | ЗХ   | Бразилія           | Бетао            | 3            | 0            | 0             | 0             | 2              | 0              | 5      | 0      |
| 4  | ПЗ   | Португалія         | Мігел Велозу     | 4            | 0            | 0             | 0             | 2              | 0              | 6      | 0      |
| 5  | ПЗ   | Хорватія           | Огнєн Вукоєвич   | 3            | 0            | 0             | 0             | 2              | 0              | 5      | 0      |
| 6  | ЗХ   | Північна Македонія | Горан Попов      | 1            | 0            | 0             | 0             | 2              | 0              | 3      | 0      |
| 9  | НП   | Україна            | Андрій Ярмоленко | 5 (1)        | 1            | 0             | 0             | 2              | 0              | 7 (1)  | 1      |
| 10 | НП   | Україна            | Артем Мілевський | 2 (2)        | 0            | 0             | 0             | 2 (2)          | 0              | 4 (4)  | 0      |
| 11 | НП   | Нігерія            | Браун Ідеє       | 5 (1)        | 6            | 0             | 0             | 2              | 2              | 7 (1)  | 8      |
| 15 | НП   | Аргентина          | Марко Рубен      | 1            | 0            | 0             | 0             | 0              | 0              | 1      | 0      |
| 17 | ЗХ   | Україна            | Тарас Михалик    | 4            | 0            | 0             | 0             | 2              | 0              | 6      | 0      |
| 19 | ПЗ   | Україна            | Денис Гармаш     | 5 (2)        | 0            | 0             | 0             | 1 (1)          | 0              | 6 (3)  | 0      |
| 20 | ПЗ   | Україна            | Олег Гусєв       | 4 (1)        | 1            | 0             | 0             | 2 (1)          | 0              | 6 (2)  | 1      |
| 21 | ПЗ   | Хорватія           | Ніко Кранчар     | 4            | 2            | 0             | 0             | 1              | 0              | 5      | 2      |
| 23 | ПЗ   | Україна            | Андрій Богданов  | 1 (1)        | 0            | 0             | 0             | 0              | 0              | 1 (1)  | 0      |
| 25 | ПЗ   | Нігерія            | Лукман Аруна     | 2            | 0            | 0             | 0             | 0              | 0              | 2      | 0      |
| 33 | ЗХ   | Нігерія            | Тає Тайво        | 2            | 0            | 0             | 0             | 0              | 0              | 2      | 0      |
| 34 | ЗХ   | Україна            | Євген Хачеріді   | 4            | 0            | 0             | 0             | 0              | 0              | 4      | 0      |
| 35 | ВР   | Україна            | Максим Коваль    | 4            | -2           | 0             | 0             | 2              | -1             | 6      | -3     |
| 36 | ПЗ   | Сербія             | Милош Нинкович   | 4 (4)        | 0            | 0             | 0             | 2              | 0              | 6 (4)  | 0      |
| 37 | ЗХ   | Нігерія            | Аїла Юссуф       | 1            | 0            | 0             | 0             | 0              | 0              | 1      | 0      |
| 71 | ВР   | Україна            | Денис Бойко      | 1            | 0            | 0             | 0             | 0              | 0              | 1      | 0      |
| 85 | ПЗ   | Бразилія           | Раффаел          | 2 (1)        | 0            | 0             | 0             | 0              | 0              | 2 (1)  | 0      |
| 99 | ПЗ   | Бразилія           | Дуду             | 3            | 0            | 0             | 0             | 0              | 0              | 3      | 0      |

Останнє оновлення: 2 серпня 2012
Пояснення до таблиці:
- в графі «Ігри» у дужках вказана кількість виходів на заміну
- в графі «Голи»: 1) у дужках вказана кількість голів з пенальті, 2) у дужках наведена від'ємна кількість пропущених м'ячів (для воротарів)

### Бомбардири
В таблицю включені гравці, які забили як мінімум один гол в офіційних матчах сезону
| №      | Гравець          | Прем'єр-ліга | Кубок України | Ліга Європи | Всього |
| ------ | ---------------- | ------------ | ------------- | ----------- | ------ |
| 1      | Браун Ідеє       | 6            | 0             | 2           | 8      |
| 2      | Ніко Кранчар     | 2            | 0             | 0           | 2      |
| 3      | Олег Гусєв       | 1            | 0             | 0           | 1      |
| 4      | Андрій Ярмоленко | 1            | 0             | 0           | 1      |
| Всього | Всього           | 8            | 0             | 2           | 10     |

### Дисциплінарні покарання
В таблицю включені гравці, які заробили як мінімум одне попередження в офіційних матчах сезону
| Гравець        | №  | Поз. | Прем'єр-ліга | Прем'єр-ліга | Прем'єр-ліга | Кубок України | Кубок України | Кубок України | Ліга Європи | Ліга Європи  | Ліга Європи | Всього | Всього       | Всього |
| Гравець        | №  | Поз. | ЖК           | YK · YK · RK | RK           | ЖК            | YK · YK · RK  | RK            | ЖК          | YK · YK · RK | RK          | ЖК     | YK · YK · RK | RK     |
| -------------- | -- | ---- | ------------ | ------------ | ------------ | ------------- | ------------- | ------------- | ----------- | ------------ | ----------- | ------ | ------------ | ------ |
| Тарас Михалик  | 17 | ЗХ   | 2            | 0            | 0            | 0             | 0             | 0             | 0           | 0            | 0           | 2      | 0            | 0      |
| Огнєн Вукоєвич | 5  | ПЗ   | 1            | 0            | 0            | 0             | 0             | 0             | 1           | 0            | 0           | 2      | 0            | 0      |
| Милош Нинкович | 36 | ПЗ   | 1            | 0            | 0            | 0             | 0             | 0             | 1           | 0            | 0           | 2      | 0            | 0      |
| Браун Ідеє     | 10 | НП   | 1            | 0            | 0            | 0             | 0             | 0             | 0           | 0            | 0           | 1      | 0            | 0      |
| Лукман Аруна   | 25 | ПЗ   | 1            | 0            | 0            | 0             | 0             | 0             | 0           | 0            | 0           | 1      | 0            | 0      |
| Максим Коваль  | 35 | ВР   | 0            | 0            | 0            | 0             | 0             | 0             | 1           | 0            | 0           | 1      | 0            | 0      |
| Аїла Юссуф     | 37 | ЗХ   | 1            | 0            | 0            | 0             | 0             | 0             | 0           | 0            | 0           | 1      | 0            | 0      |
| Дуду           | 99 | ПЗ   | 1            | 0            | 0            | 0             | 0             | 0             | 0           | 0            | 0           | 1      | 0            | 0      |

## Трансфери

### Прийшли
| Дата           | Позиція | Ім'я              | Звідки              | Вартість            | Період     |
| -------------- | ------- | ----------------- | ------------------- | ------------------- | ---------- |
| 6 червня 2012  | ПЗ      | Ніко Кранчар      | «Тоттенхем Хотспур» | 7 млн євро          | на 4 роки  |
| 13 червня 2012 | ПЗ      | Віталій Каверін   | «Дніпро»            | 1,2 млн євро        | на 5 років |
| 18 червня 2012 | ПЗ      | Андрій Богданов   | «Арсенал»           | 1,776 млн євро      | на 4 роки  |
| 4 липня 2012   | ПЗ      | Мігел Велозу      | «Дженоа»            | 7,5 млн євро        | на 4 роки  |
| 4 липня 2012   | ПЗ      | Факундо Бертольйо | «Ґреміу»            | Повернення з оренди |            |
| 13 липня 2012  | НП      | Марко Рубен       | «Вільяреал»         | 8 млн євро          | на 5 років |
| 27 липня 2012  | ПЗ      | Рафаель           | «Герта»             | 8 млн євро          | на 4 роки  |
| 31 липня 2012  | ПЗ      | Тає Тайво         | «Мілан»             | 500 тис. євро       | Оренда     |
| 2 січня 2013   | ЗХ      | Домагой Віда      | «Динамо»            | 5 млн євро          | ?????      |

### Пішли
| Дата           | Позиція | Ім'я              | Куди               | Вартість     | Період            |
| -------------- | ------- | ----------------- | ------------------ | ------------ | ----------------- |
| 14 червня 2012 | ПЗ      | Карлос Корреа     | Вільний агент      |              |                   |
| 18 червня 2012 | НП      | Еммануель Окодува | Вільний агент      |              |                   |
| червень 2012   | НП      | Андрій Шевченко   | Завершив кар'єру   |              |                   |
| липень 2012    | ЗХ      | Бадр Ель-Каддурі  | «Динамо-2»         |              |                   |
| 13 липня 2012  | ПЗ      | Олександр Алієв   | «Дніпро»           | Оренда       | До 31 грудня 2012 |
| 20 липня 2012  | НП      | Андре             | «Атлетіко Мінейру» | 5,8 млн євро | на 4 роки         |
| 21 липня 2012  | ПЗ      | Факундо Бертольйо | «Ґреміу»           | Оренда       | До 30 червня 2013 |
| 24 липня 2012  | ЗХ      | Янко Симович      | «Арсенал»          | Оренда       | До 31 грудня 2012 |

## Тренерський штаб
| Головний тренер              | Юрій Сьомін        |
| Асистент головного тренера   | Валерій Зуєв       |
| Асистент головного тренера   | Борис Ігнатьєв     |
| Асистент головного тренера   | Сергій Ребров      |
| Тренер воротарів             | Михайло Михайлов   |
| Тренер з фізичної підготовки | Вінченцо Пінколіні |

## Молодіжна команда
Молодіжна команда «Динамо» грає у Молодіжному чемпіонаті України і дозволяє отримати ігрову практику футболістам, які не проходять в основу своєї команди, а також відновлюються після травм. Тому на полі одночасно можуть знаходитись не більше 4 футболістів старше 1991 року.

### Таблиця
| ЧУ U-21 | №   | Команда              | О  | І | В | Н | П | М+ | М- | РМ  |
| ------- | --- | -------------------- | -- | - | - | - | - | -- | -- | --- |
|         | 1.  | «Шахтар»             | 12 | 5 | 4 | 0 | 1 | 22 | 8  | +14 |
|         | 2.  | «Зоря»               | 12 | 5 | 4 | 0 | 1 | 9  | 4  | +5  |
|         | 3.  | «Динамо»             | 11 | 5 | 3 | 2 | 0 | 6  | 2  | +4  |
|         | 4.  | «Металіст»           | 10 | 5 | 3 | 1 | 1 | 9  | 4  | +5  |
|         | 5.  | «Дніпро»             | 10 | 5 | 3 | 1 | 1 | 7  | 4  | +3  |
|         | 6.  | «Металург» Запоріжжя | 9  | 5 | 3 | 0 | 2 | 7  | 4  | +3  |
|         | 7.  | «Іллічівець»         | 9  | 5 | 2 | 3 | 0 | 5  | 2  | +3  |
|         | 8.  | «Ворскла»            | 7  | 5 | 2 | 1 | 2 | 13 | 12 | +1  |
|         | 9.  | «Волинь»             | 7  | 5 | 2 | 1 | 2 | 11 | 11 | 0   |
|         | 10. | «Кривбас»            | 7  | 5 | 2 | 1 | 2 | 6  | 8  | -2  |
|         | 11. | «Чорноморець»        | 6  | 5 | 2 | 0 | 3 | 11 | 14 | -3  |
|         | 12. | «Карпати»            | 6  | 5 | 2 | 0 | 3 | 5  | 10 | -5  |
|         | 13. | «Таврія»             | 4  | 5 | 1 | 1 | 3 | 3  | 9  | -6  |
|         | 14. | «Говерла-Закарпаття» | 2  | 5 | 0 | 2 | 3 | 7  | 15 | -8  |
|         | 15. | «Металург» Донецьк   | 1  | 5 | 0 | 1 | 4 | 1  | 7  | -6  |
|         | 16. | «Арсенал»            | 0  | 5 | 0 | 0 | 5 | 6  | 14 | -8  |

### Склад команди
У списку подані футболісти, що були подані на офіційному сайті «Динамо» протягом сезону.
 Згідно з регламентом, за молодіжну команду може взяти участь будь-хто з понад 60 гравців, заявлених за «Динамо».
| № | Поз. | Нац.    | Гравець             |
| - | ---- | ------- | ------------------- |
|   | ВР   | Україна | Анатолій Тимофєєв   |
|   | ВР   | Україна | Олександр Ткаченко  |
|   | ЗХ   | Україна | Бадрі Акубардія     |
|   | ЗХ   | Україна | Валерій Болденков   |
|   | ЗХ   | Україна | Антон Братков       |
|   | ЗХ   | Україна | Максим Нестеренко   |
|   | ЗХ   | Україна | Іван Трубочкін      |
|   | ЗХ   | Україна | Вадим Шевчук        |
|   | ЗХ   | Латвія  | Віталійс Ягодінскіс |
|   | ПЗ   | Україна | Андрій Єфремов      |
|   | ПЗ   | Україна | Андрій Вацеба       |

| №  | Поз. | Нац.     | Гравець               |
| -- | ---- | -------- | --------------------- |
|    | ПЗ   | Україна  | Роман Лазарович       |
|    | ПЗ   | Україна  | Олексій Савченко      |
|    | ПЗ   | Україна  | Олександр Цибульник   |
|    | ПЗ   | Україна  | Віталій Буяльський    |
| 45 | ПЗ   | Україна  | Владислав Калітвінцев |
|    | НП   | Румунія  | Каталін Карп          |
|    | НП   | Україна  | Олег Маїк             |
|    | НП   | Україна  | В'ячеслав Панфілов    |
|    | НП   | Білорусь | Азам Раджабов         |
|    | НП   | Україна  | Максим Тищенко        |
|    | НП   | Україна  | Дмитро Хльобас        |

### Тренерський штаб
| Головний тренер            | Олександр Хацкевич |
| Асистент головного тренера | Валентин Белькевич |
| Тренер воротарів           | Тарас Луценко      |

## Юнацька (U-19) команда
Юнацька (U-19) команда «Динамо» грає у Чемпіонат U-19 України і дозволяє ігрову практику футболістам, які випустилися з футбольної школи команди, але ще не мають достатньої практики для виступів у молодіжному чемпіонаті. Тому на полі можуть знаходитись лише футболісти 1993 року і молодше.

### Склад команди
У списку подані футболісти, що були подані на офіційному сайті «Динамо».
 Згідно з регламентом, за молодіжну команду може взяти участь будь-хто з гравців 1993 року і молодше, заявлених за «Динамо».
| № | Поз. | Нац.    | Гравець          |
| - | ---- | ------- | ---------------- |
|   | ВР   | Україна | Максим Вайло     |
|   | ВР   | Україна | Вадим Солдатенко |
|   | ЗХ   | Україна | Кирило Процишин  |
|   | ЗХ   | Україна | Олексій Ковтун   |
|   | ЗХ   | Україна | Ігор Нагорний    |
|   | ЗХ   | Україна | Олексій Мілютін  |
|   | ЗХ   | Україна | Павло Полегенько |
|   | ПЗ   | Україна | Андрій Вацеба    |
|   | ПЗ   | Україна | Орест Кузик      |

| № | Поз. | Нац.    | Гравець           |
| - | ---- | ------- | ----------------- |
|   | ПЗ   | Україна | Євген Чумак       |
|   | ПЗ   | Україна | Тимур Погранічний |
|   | ПЗ   | Україна | Андрій Никитюк    |
|   | ПЗ   | Україна | Іван Мироненко    |
|   | ПЗ   | Україна | Сергій Мищенко    |
|   | НП   | Україна | Ігор Харатін      |
|   | НП   | Україна | Роман Яремчук     |
|   | НП   | Україна | Ігор Нечай        |

### Тренерський штаб
| Головний тренер | Віталій Косовський |
| Головний тренер | Валентин Белькевич |